# Västerås ordinantia
Västerås ordinantia var ett påbud för genomförande av beslutet kring Riksdagen 1527 i Västerås, Västerås recess, där den romersk-katolska kyrkans ekonomiska och militära maktställning bröts, och den väldiga kyrkoreduktionen, som på ett avgörande sätt stärkte kronans resurser, inleddes. Gustav Vasa såg till att Svenska kyrkan blev en del av kronan och att kungen blev dess överhuvud och bröt med detta beslut slutligen den katolska kyrkan och Sveriges statsreligion övergick till protestantism.